# Mix FM Santarém
Mix FM Santarém é uma emissora de rádio brasileira, concessionada e sediada em Santarém, cidade do estado do Pará. Pertencente às Organizações Nivaldo Pereira, a emissora opera no dial FM, na frequência 100.9 MHz, e é afiliada à Mix FM.

## História
A história começa com a Rádio Clube de Santarém, fundada pelo advogado e vereador Jônatas de Almeida e Silva em 24 de outubro de 1948. Foi a primeira emissora de rádio da cidade, com potência inicial de apenas 100 watts, alcançando apenas o centro da cidade, e operando na frequência AM 1510. Em meados da década de 1960, após a morte de seu fundador, a emissora foi adquirida pelo empresário Rostand Malheiros e, no final dos anos 1960, vendida para Armando Moraes da Fonseca, permanecendo como Rádio Clube até seu fechamento pelo DENTEL (Departamento Nacional de Telecomunicações), atual Anatel.
Em 30 de agosto de 1985, a emissora voltou ao ar com o nome de Rádio Planície. Em 10 de maio de 1987, o empresário Nivaldo Soares Pereira adquiriu a estação, e em 12 de maio de 1988 ela passou a operar como Rádio Ponta Negra, mudando sua frequência para AM 890 kHz e aumentando sua potência para 1 kW.
Em 2014, a emissora solicitou a migração do AM para o FM. À época, contava com apenas dois apresentadores, Edinelson Rabelo e Luís Carlos, e transmitia o programa *Rota*, o único exibido também na TV Ponta Negra, com o restante da programação composta por conteúdos gravados.[carece de fontes?]
A migração foi concretizada em 9 de agosto de 2020, em fase experimental, sendo a primeira emissora da cidade a realizar esse processo.
Em novembro de 2020, foi confirmado que a emissora se afiliaria à Mix FM, tornando-se a primeira rádio com esse formato em Santarém.